# Ursula Konzett
Ursula Konzett (Grabs, Suiza, 15 de noviembre de 1959) es una deportista liechtensteiniana que compitió en esquí alpino.

## Trayectoria
Participó en tres Juegos Olímpicos de Invierno, entre los años 1976 y 1984, obteniendo una medalla de bronce en Sarajevo 1984, en la prueba de eslalon.
Ganó una medalla de bronce en el Campeonato Mundial de Esquí Alpino de 1982, en la prueba de eslalon gigante. 
Fue la abanderada de Liechtenstein en la ceremonia de apertura de los Juegos Olímpicos de Innsbruck 1976.
En 2008 fue condecorada con el Laurel Dorado de Liechtenstein. Además, fue nombrada «Deportista femenina del año» en su país en 1972 y 1982.

## Palmarés internacional
| Juegos Olímpicos   | Juegos Olímpicos      | Juegos Olímpicos  | Juegos Olímpicos |
| Año                | Lugar                 | Medalla           | Prueba           |
| ------------------ | --------------------- | ----------------- | ---------------- |
| 1984               | Sarajevo (Yugoslavia) | Medalla de bronce | Eslalon          |
| Campeonato Mundial |                       |                   |                  |
| Año                | Lugar                 | Medalla           | Prueba           |
| 1982               | Schladming (Austria)  | Medalla de bronce | Eslalon gigante  |